# Gornje Konjuvce
Gornje Konjuvce (em cirílico: Горње Коњувце) é uma vila da Sérvia localizada no município de Bojnik, pertencente ao distrito de Jablanica, na região de Pusta Reka. A sua população era de 126 habitantes segundo o censo de 2002.

## Demografia
| 1948 | 1953 | 1961 | 1971 | 1981 | 1991 | 2002 | 2011 |
| ---- | ---- | ---- | ---- | ---- | ---- | ---- | ---- |
| 576  | 571  | 527  | 426  | 332  | 230  | 172  | 126  |